# Nuoto ai campionati mondiali di nuoto 2024 - 200 metri farfalla femminili
La gara degli 200 metri farfalla femminili dei campionati mondiali di nuoto 2024 si è svolta il 14 e 15 febbraio 2024 presso l'Aspire Dome di Doha.

## Podio
| Pos.    | Atleta                | Nazione              |
| ------- | --------------------- | -------------------- |
| Oro     | Laura Stephens        | Gran Bretagna        |
| Argento | Helena Rosendahl Bach | Danimarca            |
| Bronzo  | Lana Pudar            | Bosnia ed Erzegovina |

## Record
Prima della manifestazione il record del mondo (RM) e il record dei campionati (RC) erano i seguenti.
|  | 2'01"81 | Liu Zige          | Jinan               |
|  | 2'03"41 | Jessicah Schipper | 30 luglio 2009 Roma |

Durante la competizione non sono stati migliorati record.

## Programma
| Data             | Ora (UTC+3) | Turno      |
| ---------------- | ----------- | ---------- |
| 14 febbraio 2024 | 10:34       | Batterie   |
| 14 febbraio 2024 | 20:16       | Semifinali |
| 15 febbraio 2024 | 19:02       | Finale     |

## Risultati

### Batterie
| Pos. | Batteria | Corsia | Atleta                | Nazionalità          | Tempo       | Note |
| ---- | -------- | ------ | --------------------- | -------------------- | ----------- | ---- |
| 1    | 1        | 4      | Helena Rosendahl Bach | Danimarca            | 2'09"21     | Q    |
| 2    | 2        | 4      | Laura Stephens        | Gran Bretagna        | 2'09"31     | Q    |
| 3    | 1        | 5      | Ma Yonghui            | Cina                 | 2'09"50     | Q    |
| 4    | 3        | 6      | Rachel Klinker        | Stati Uniti          | 2'09"85     | Q    |
| 5    | 3        | 5      | Boglárka Kapás        | Ungheria             | 2'09"99     | Q    |
| 6    | 2        | 3      | Park Su-jin           | Corea del Sud        | 2'10"28     | Q    |
| 7    | 2        | 5      | Dalma Sebestyén       | Ungheria             | 2'10"34     | Q    |
| 8    | 3        | 4      | Lana Pudar            | Bosnia ed Erzegovina | 2'11"05     | Q    |
| 9    | 3        | 3      | María José Mata       | Messico              | 2'11"08     | Q    |
| 10   | 2        | 6      | Anja Crevar           | Serbia               | 2'11"63     | Q    |
| 11   | 2        | 2      | Amina Kajtaz          | Croazia              | 2'11"78     | Q    |
| 12   | 1        | 6      | Quah Jing Wen         | Singapore            | 2'11"86     | Q    |
| 13   | 3        | 2      | Kamonchanok Kwanmuang | Thailandia           | 2'11"97     | Q    |
| 14   | 2        | 1      | Laura Lahtinen        | Finlandia            | 2'12"06     | Q    |
| 15   | 1        | 3      | Georgia Damasioti     | Grecia               | 2'12"09     | Q    |
| 16   | 3        | 7      | Mariana Pacheco       | Portogallo           | 2'12"59     | Q    |
| 17   | 1        | 1      | Zuzanna Famulok       | Polonia              | 2'13"20     |      |
| 18   | 3        | 1      | Mok Sze Ki            | Hong Kong            | 2'13"76     |      |
| 19   | 2        | 7      | Paula Juste Sánchez   | Spagna               | 2'14"25     |      |
| 20   | 1        | 2      | Ella Jansen           | Canada               | 2'14"77     |      |
| 21   | 3        | 0      | Julimar Ávila         | Honduras             | 2'16"32     |      |
| 22   | 3        | 8      | Ana Nizharadze        | Georgia              | 2'22"35     |      |
| 23   | 2        | 0      | Inana Soleman         | Siria                | 2'23"21     |      |
| 24   | 2        | 8      | Lia Ana Lima          | Angola               | 2'23"83     |      |
| 25   | 1        | 8      | Amaya Bollinger       | Guam                 | 2'38"33     |      |
| DNS  | 1        | 7      | Maria Fernanda Costa  | Brasile              | Non partita |      |

### Semifinali
| Pos. | Batteria | Corsia | Atleta                | Nazionalità          | Tempo   | Note |
| ---- | -------- | ------ | --------------------- | -------------------- | ------- | ---- |
| 1    | 2        | 4      | Helena Rosendahl Bach | Danimarca            | 2'07"45 | Q    |
| 2    | 1        | 5      | Rachel Klinker        | Stati Uniti          | 2'07"70 | Q    |
| 3    | 1        | 4      | Laura Stephens        | Gran Bretagna        | 2'07"97 | Q    |
| 4    | 2        | 3      | Boglárka Kapás        | Ungheria             | 2'08"48 | Q    |
| 5    | 2        | 5      | Ma Yonghui            | Cina                 | 2'08"73 | Q    |
| 6    | 2        | 6      | Dalma Sebestyén       | Ungheria             | 2'09"14 | Q    |
| 7    | 1        | 3      | Park Su-jin           | Corea del Sud        | 2'09"22 | Q    |
| 8    | 1        | 6      | Lana Pudar            | Bosnia ed Erzegovina | 2'09"42 | Q    |
| 9    | 1        | 2      | Anja Crevar           | Serbia               | 2'10"23 |      |
| 10   | 1        | 7      | Quah Jing Wen         | Singapore            | 2'10"31 |      |
| 11   | 2        | 2      | María José Mata       | Messico              | 2'11"17 |      |
| 12   | 2        | 1      | Kamonchanok Kwanmuang | Thailandia           | 2'12"14 |      |
| 13   | 1        | 8      | Mariana Pacheco       | Portogallo           | 2'12"52 |      |
| 14   | 2        | 8      | Georgia Damasioti     | Grecia               | 2'13"07 |      |
| 15   | 2        | 7      | Amina Kajtaz          | Croazia              | 2'13"14 |      |
| 16   | 1        | 1      | Laura Lahtinen        | Finlandia            | 2'14"12 |      |

### Finale
| Pos. | Corsia | Atleta                | Nazionalità          | Tempo   | Note |
| ---- | ------ | --------------------- | -------------------- | ------- | ---- |
|      | 3      | Laura Stephens        | Gran Bretagna        | 2'07"35 |      |
|      | 4      | Helena Rosendahl Bach | Danimarca            | 2'07"44 |      |
|      | 8      | Lana Pudar            | Bosnia ed Erzegovina | 2'07"92 |      |
| 4    | 5      | Rachel Klinker        | Stati Uniti          | 2'08"19 |      |
| 5    | 2      | Ma Yonghui            | Cina                 | 2'08"77 |      |
| 6    | 6      | Boglárka Kapás        | Ungheria             | 2'08"81 |      |
| 7    | 7      | Dalma Sebestyén       | Ungheria             | 2'09"80 |      |
| 8    | 1      | Park Su-jin           | Corea del Sud        | 2'10"09 |      |